# Tillandsia maculata
Espèce
Classification phylogénétique
Tillandsia maculata Ruiz & Pav. est une espèce de plantes à fleurs de la famille des Bromeliaceae.
L'épithète maculata signifie « tachée » et se rapporte aux marbrures du feuillage.

## Protologue et Type nomenclatural
Tillandsia maculata Ruiz & Pav., Fl. Peruv. 3: 40, n°3, tab. 267 (1802)
Diagnose originale :
« T. panicula composita rubicunda, spicis subdivisis, foliis lanceolato-ensiformibus maculatis. »
Type : Ruiz & Pav., Fl. Peruv. : tab. 267 (1802)

## Synonymie

### Synonymie nomenclaturale
- Vriesea maculata (Ruiz & Pav.) Beer

### Synonymie taxonomique
(aucune)

## Écologie et habitat
- Biotype : plante herbacée en rosette monocarpique vivace par ses rejets latéraux ; épiphyte[1],[2] ou saxicole[1],[3].
- Habitat : milieux forestiers[1],[2].
- Altitude : 1050-1750 m[2].

## Distribution
- Amérique du sud :
  -  Équateur[2]
  -  Pérou
    - Régions andines[1],[4]
    - Centre du Pérou[2]